# Chelles (Oise)
Chelles és un municipi francès, situat al departament de l'Oise i a la regió dels Alts de França. L'any 2007 tenia 436 habitants.

## Demografia

### Població
El 2007 la població de fet de Chelles era de 436 persones. Hi havia 166 famílies de les quals 30 eren unipersonals (19 homes vivint sols i 11 dones vivint soles), 68 parelles sense fills, 64 parelles amb fills i 4 famílies monoparentals amb fills.
La població ha evolucionat segons el següent gràfic:
Habitants censats

### Habitatges
El 2007 hi havia 212 habitatges, 166 eren l'habitatge principal de la família, 38 eren segones residències i 9 estaven desocupats. Tots els 212 habitatges eren cases. Dels 166 habitatges principals, 160 estaven ocupats pels seus propietaris, 4 estaven llogats i ocupats pels llogaters i 2 estaven cedits a títol gratuït; 6 tenien dues cambres, 15 en tenien tres, 37 en tenien quatre i 108 en tenien cinc o més. 129 habitatges disposaven pel capbaix d'una plaça de pàrquing. A 49 habitatges hi havia un automòbil i a 106 n'hi havia dos o més.

### Piràmide de població
La piràmide de població per edats i sexe el 2009 era:
| Homes | Edats   | Dones |
| ----- | ------- | ----- |
| 0     | 95 o +  | 0     |
| 0     | 90 a 94 | 4     |
| 12    | 85 a 89 | 4     |
| 0     | 80 a 84 | 4     |
| 4     | 75 a 79 | 4     |
| 0     | 70 a 74 | 8     |
| 0     | 65 a 69 | 12    |
| 12    | 60 a 64 | 0     |
| 8     | 55 a 59 | 12    |
| 12    | 50 a 54 | 4     |
| 16    | 45 a 49 | 4     |
| 28    | 40 a 44 | 28    |
| 8     | 35 a 39 | 24    |
| 24    | 30 a 34 | 16    |
| 8     | 25 a 29 | 8     |
| 8     | 20 a 24 | 4     |
| 20    | 15 a 19 | 16    |
| 20    | 10 a 14 | 36    |
| 4     | 5 a 9   | 16    |
| 8     | 0 a 4   | 20    |

## Economia
El 2007 la població en edat de treballar era de 287 persones, 213 eren actives i 74 eren inactives. De les 213 persones actives 197 estaven ocupades (99 homes i 98 dones) i 16 estaven aturades (6 homes i 10 dones). De les 74 persones inactives 34 estaven jubilades, 16 estaven estudiant i 24 estaven classificades com a «altres inactius».

### Ingressos
El 2009 a Chelles hi havia 181 unitats fiscals que integraven 485 persones, la mediana anual d'ingressos fiscals per persona era de 20.745 €.

### Activitats econòmiques
Dels 11 establiments que hi havia el 2007, 1 era d'una empresa de fabricació d'altres productes industrials, 3 d'empreses de construcció, 1 d'una empresa de transport, 1 d'una empresa d'informació i comunicació, 3 d'empreses de serveis, 1 d'una entitat de l'administració pública i 1 d'una empresa classificada com a «altres activitats de serveis».
Dels 4 establiments de servei als particulars que hi havia el 2009, 1 era un paleta, 1 fusteria, 1 lampisteria i 1 perruqueria.
L'any 2000 a Chelles hi havia 3 explotacions agrícoles que ocupaven un total de 426 hectàrees.

## Equipaments sanitaris i escolars
El 2009 hi havia una escola elemental integrada dins d'un grup escolar amb les comunes properes formant una escola dispersa.

## Poblacions més properes
El següent diagrama mostra les poblacions més properes.